# 侯文健
侯文健（英語：Frasier Hau；1992年5月2日—），是前天水連線成員，前元朗區議會天盛選區的前區議員。參選區議員前曾經擔任物業管理、銷售和建造等行業。

## 2019年香港區議會選舉
2019年7月，侯文健與另外四名天水連線成員－林進、梁榮生、伍健偉及關俊笙，準備參加區議會選舉。他在2019年10月4日正式遞交提名參選該選區，並獲編為該選區的2號候選人，終以3,347票當選，擊敗同區陳思靜的2,830票。
| 政党   | 政党     | 候选人    | 票数  | %     | ±      |
| ------ | -------- | --------- | ----- | ----- | ------ |
|        | 實政圓桌 | ①. 陳思靜 | 2,830 | 45.82 | -21.2  |
|        | 天水連線 | ②. 侯文健 | 3,347 | 54.18 | 不適用 |
| 多数票 | 多数票   | 多数票    | 517   | 8.37  | 不適用 |

## 當選後工作及事件

### 非官方宣誓儀式被騷擾
侯文健於2020年1月1日與其他13名民主派區議員在元朗天水圍公園內舉行宣誓儀式。雖然法例未有規定區議員需要進行宣誓，惟有關區議員表示因香港人的付出造就其當選，故選擇在上任首日進行宣誓。於儀式尾聲時，有一名女士在場喧嘩，並以購物手拉車意圖襲擊在場的區議員。在場傳媒試圖向其了解行動動機，該名女士更拍打傳媒的拍攝器材，引起混亂。

### 遊行要求徹查元朗襲擊事件被拘捕
2020年7月19日, 候在內的多名元朗區議員在計劃襲擊事件事發地點遊行前往元朗警署，要求警方徹查事件真相，尤其是有關「警黑勾結」的嫌疑。雖然因應政府近日再度修緊防疫措施，遊行隊伍已經根據限聚令改為每4人為一隊以免被票控，但是大批防暴警察依然多次截查遊行隊伍。其中，警方更以涉嫌組織未經批准集結的罪名，把候及其天水連線的黨友伍健偉、林進和關俊笙拘捕。4人在被拘留24小時後終獲釋，直指警方是因近日有傳媒揭發更多7-21襲擊涉嫌警黑合謀的證據，質疑其今次拘捕行動是報復。